# Церквиште
Церквиште (болг. Църквище) — село в Болгарии. Находится в Софийской области, входит в общину Златица. Население составляет 260 человек (2022). Село расположено в горном массиве Средна-Гора.
В 1978—1991 гг. село административно было подчинено ныне упразднённому городу Средногорие, который тогда был административным центром территории включавшей нынешние общины Златица и Пирдоп.

## Политическая ситуация
В местном кметстве Церквиште, в состав которого входит Церквиште, должность кмета (старосты) исполняет Стоянка Спасова Петрова (Болгарская социалистическая партия (БСП)) по результатам выборов правления кметства.
Кмет (мэр) общины Златица — Нонка Кирилова Каменова (инициативный комитет) по результатам выборов в правление общины.